# Chlorocytus harmolitae
Chlorocytus harmolitae är en stekelart som beskrevs av Boucek 1957. Chlorocytus harmolitae ingår i släktet Chlorocytus och familjen puppglanssteklar.
Artens utbredningsområde är:
- Tjeckien.
- Frankrike.
- Tyskland.
- Nederländerna.
- Spanien.
- Sverige.

Arten är reproducerande i Sverige. Inga underarter finns listade i Catalogue of Life.